# Marczis Gáborné
Marczis Gáborné, született Bókony Gizella (Tüskevár, 1947. december 1. – ) Állami- és Gábor Dénes-díjas kohómérnök.

## Élete, munkássága
Szegény földműves családba született 1947-ben. Általános iskolai tanulmányait szülőfalujában, Tüskeváron végezte el. 1962-től a Veszprémi Vegyipari Technikum színesfémipari tagozatára járt. 1966-ban felvették a miskolci Nehézipari Műszaki Egyetem Kohómérnöki Karára. Itt végzett 1971-ben, technológus szakon.
Mérnöki munkáját az Ózdi Kohászati Üzemekben, a Technológiai és Kutatási Főosztályon kezdte, feladata a Schloemann-Siemag által tervezett Rúd- és Dróthengermű (1975-ben adták át) gyártástechnológiájának kialakítása volt. Közben csoportvezető lett a Technológiai Osztályon. Társszerzővel szolgálati szabadalmat készített (Eljárás és berendezés melegen hengerelt rúdacélok szabályozott hűtésére). Ezalatt előadásokat tartott a TIT-ben, és órákat adott szakmai továbbképző tanfolyamokon.
1981-ben a Rúd- és Dróthengermű Technológiai és Műszaki Osztályának vezetője, majd 1982-től a gyáregység főmérnöke lett. Itt egy újabb szolgálati szabadalom (Eljárás a készhengerek megfelelő együttfutásának biztosítására speciális periodikus szelvények meleghengerlésénél és kész henger pár az eljárás foganatosításához) fűződik a nevéhez. 1984-től az ÓKÜ Értékesítési Főosztályát vezette, majd 1985-től ismét főmérnök volt. 1985-ben az építőipar alapanyag-választékát bővítő, a gazdaságosságot növelő alkotói, újítói tevékenységért kollégáival (Horogh Lajos, Molnár László, Mokri Pál) együtt Állami díjat kapott. 1989-ben az ÓKÜ-ben kapott „Műszaki alkotói díj”-at. Oktatási tematikákat, tankönyveket, szakcikkeket írt, diplomatervező hallgatók konzulense volt, diplomaterveket bírált, és rendszeresen rést vett a Miskolci Egyetem Kohómérnöki Karán az Államvizsga Bizottság munkájában.
Amikor az 1990-es évek elején az ÓKÜ meg akarta szüntetni a gazdaságtalannak és elavultnak mondott Finomhengerműt, az ott dolgozó munkások anyagi áldozatvállalásukkal megmentették a gyáregységet, és 1991. július 27-én létrehozták a Finomhengermű „Munkás” Kft-t, amelynek felkérték a vezetésére (az ügyvezető igazgatói pozíciót 2002-ig töltötte be). Mivel eleinte nem volt pénzük alapanyag beszerzésére, a legkülönbözőbb helyekről szerzett használt acélanyagból gyártottak betonacélt (az eljárásból szolgálati szabadalom lett). A brüsszeli  és a genfi találmányi kiállításon bronz-, illetve ezüstérmet, az Industria ‘93 kiállításon Invenció díjat kapott. Munkája, eredményei elismeréseként 1992. december 10-én megkapta a Gábor Dénes-díjat. 
1994 és 1998 között Ózd város önkormányzatának tagja volt.
1995-ben szerezte meg a műszaki tudomány kandidátusa fokozatot, majd a PhD címet. Disszertációjának címe A betonacélok gyártástechnológiai feltételei volt. 1995-ben megkapta a Magyar Vas- és Acélipari Egyesülés igazgatótanácsától a „Vaskohászatért” emlékérmet. 2001-ben a Borsod-Abaúj-Zemplén Megyei Kereskedelmi és Iparkamara a „Gazdaság Szolgálatáért” kitüntetésben részesítette. 2007-ben, életpályája elismeréseként Eötvös Loránd-díjat kapott. 2012-ben átvehette a Szent Borbála-érem kitüntetést.
1997-től a Magyar Vas- és Acélipari Egyesülés Igazgatótanácsának elnökhelyettese és a Miskolci Akadémiai Bizottság Képlékenyalakítási munkabizottságának elnöke, az MTA köztestületének tagja, 1998-tól a „Szakemberek a kohászatért” alapítvány kuratóriumának tagja, 1999-től a Borsodi Kereskedelmi- és Iparkamara Nehézipari Osztályának elnöke és a Magyar Mérnökakadémia tagja volt. 2001-ben a Magyar Vas- és Acélipari Egyesülés igazgatója lett. E funkciójában széleskörű nemzetközi kapcsolatokat épített ki a külföldi társszervezetekkel, az Eurofer (Európai Acélgyártók Szövetsége), a Worldsteel (Acélgyártók Világszövetsége) munkabizottságaiban. Egyik megbeszélése során kapta meg tárgyaló partnerétől a „Vaslady” jelzőt. Az Egyesüléstől 2012 decemberében ment nyugdíjba.
Az Országos Magyar Bányászati és Kohászati Egyesület életébe még az egyetemi évek alatt, 1968-ban bekapcsolódott. Az egyesületben folyamatosan aktív szerepet játszott, 1995-ben megkapta a szervezet „Egyesületi Munkáért” plakettjét, nyugdíj után pedig tiszteleti taggá választották.
Férje Marczis Gábor kohómérnök, egyetemi tankör- (csoport-)társa volt. 1971-ben házasodtak össze, de férje – a Pekó Művek műszaki igazgatójaként – 1993-ban, 45 évesen szívinfarktusban elhunyt. Két gyermekük született, Tamás gépészmérnök (1973), Éva közgazdász (1979).

## Válogatott publikációi
- Nagyfolyáshatárú, hegeszthető új betonacélgyártás az Ózdi Kohászati Üzemekben (Molnár László tsz.). Bányászati és Kohászati Lapok – Kohászat 117, 1984
- A B 70.60 jelű betonacél gyártástechnológiájának kifejlesztése az Ózdi Kohászati Üzemekben (Tóth Lajos tsz.). Bányászati és Kohászati Lapok – Kohászat 122, 1989
- Hegesztett hálógyártás az Ózdi Kohászati Üzemekben. (Kisgergely Vilmos tsz.). Bányászati és Kohászati Lapok – Kohászat 122, 1989
- Az anyag- és energiatakarékosság eredményei az Ózdi Finomhengermű Munkás Kft.-ben. (Kelemen Gyula, Borbás Imre tsz.) Gazdaság és Gazdálkodás 35, 1997
- Az Ózdi Hengerművek helyzete. Bányászati és Kohászati Lapok – Kohászat 130, 1997
- Szerkezetváltás az ózdi Finomhengerműben. Gazdaság és Gazdálkodás 36, 1998
- Szerkezetkorszerűsítés az ózdi Finomhengermű Munkás Kft.-ben. Bányászati és Kohászati Lapok – Kohászat 132, 1999
- A magyar acélpiaci helyzet alakulása (Tardy Pál, Stefán Mária, Zámbó József tsz.). Bányászati és Kohászati Lapok – Kohászat 139, 2006
- Az acélipar helyzete, szerepe és lehetőségei az acélszerkezet-gyártás tükrében. MAGÉSZ Acélszerkezetek 4, 2007
- A fenntartható acélipar a fenntartható világban. MAGÉSZ Acélszerkezetek 6, 2009
- Az acélipar a válság első évében, kitekintés a közeljövőbe (Zámbó József tsz.). MAGÉSZ Acélszerkezetek 7, 2010
- A válságból való kilábalás első jelei az acéliparban (Zámbó József tsz.). MAGÉSZ Acélszerkezetek 8, 2011
- Acélpiaci változások 2012 (Zámbó József tsz.). MAGÉSZ Acélszerkezetek 10, 2013
- 50 éves a Magyar Vas- és Acélipari Egyesülés. Bányászati és Kohászati Lapok – Kohászat 151, 2018